# Nikon Coolpix 2000
Le Nikon Coolpix 2000 est un appareil photographique numérique de type compact fabriqué par Nikon, de la série Nikon Coolpix et commercialisé en juin 2002.

## Description
Le 2000 est un appareil de dimensions réduites : 10,8 × 6,9 × 3,8 cm.

C'est un appareil d'entrée de gamme pour débuter dans la photographie numérique.

Son boîtier de forme ergonomique lui assure une bonne prise. Il possède une définition de 2 mégapixels et est équipé d'un zoom de 3x.

Sa portée minimum de la mise au point est de 30 cm mais ramenée à 4 cm en mode macro.

Son automatisme gère 5 modes Scène pré-programmés afin de faciliter les prises de vues (Mode portrait, Plage/Ski, nocturne, fête/intérieur).

L’ajustement de l'exposition est automatique et ne permet pas de mode manuel.

La balance des blancs se fait de manière automatique, mais également semi-manuelle avec des options pré-réglées.

Son flash incorporé a une portée effective de 0,4 à 2,7 m et dispose de la fonction atténuation des yeux rouges.

La fonction "BSS" sélectionne, parmi une séquence de dix prises de vues successives, l'image la mieux exposée et l'enregistre automatiquement.
Nikon a arrêté sa production en 2006.

## Caractéristiques
- Capteur CCD taille 1/2,7 pouce : 2,11 millions de pixels, effective : 2 millions de pixels
- Zoom optique : 3x ; numérique : 2,5x
  - Distance focale équivalence 35 mm : 38-114 mm
  - Ouverture maximale de l'objectif : F/2,8-F/4,9
- Vitesse d'obturation : 1 à 1/1000 seconde
- Sensibilité : ISO 100
- Stockage : CompactFlash type I - Pas de mémoire interne
- Définition image maxi : 1632 × 1224 au format JPEG
- Autres définitions : 1024 × 768 et 640 × 480
- Définitions vidéo : 320 × 240 à 15 images par seconde au format QuickTime par séquence de 20 s
- Connectique : USB, vidéo composite
- Écran LCD de 1,5 pouce - matrice active TFT de 110 000 pixels
- Pile (4) AA (LR6) alcaline
- Poids : 190 g sans accessoires (batteries-mémoire externe)
- Finition : bicolore anthracite et bleu métallique.